# Vice (település)
Vice (románul Vița, németül Witzen, Witzau) falu Romániában, Erdélyben, Beszterce-Naszód megyében. Közigazgatásilag Apanagyfalu községhez tartozik.

## Fekvése
A helység a Mezőség északkeleti részén, Besztercétől 60 kilométerre, Bethlentől 22 kilométerre délre, Kolozsvártól 110 kilométerre fekszik.

## Története
1315-ben Wycze néven írták (Györffy II, 93).
1332-ben plébániatemploma volt, amelynek papja, János a pápai tizedjegyzék szerint 1332-ben 20 montanus dénárt, majd 25 dénárt fizetett. 1333-ban Bertalan 11 montanus dénárt fizetett (Beke 114, Györffy II, 93).
1772-ben a néhány római katolikus és a környező szórványokban élő katolikusok részére plébánia szerveződik. Ezekben az években éles ellentétek merültek föl a református lelkész és a katolikus egyház között.
1874-ben a református hívek kétharmada katolikus lett, hogy a Fogarassy püspök által megvásárolt és kiosztásra kerülő Mikes-Kemény birtokból részesüljenek. Csak azok a szűkösebb anyagi körülmények között élő személyek maradtak meg reformátusnak, akik nem vehettek részt a vásárban. 1876-ig Belső-Szolnok vármegyéhez tartozott, amikor az újonnan kialakított Szolnok-Doboka vármegyéhez csatolták. 1867 és 1918 között az Osztrák–Magyar Monarchiához tartozik. 1920-tól 1940-ig Nagy-Románia, 1940-től 1947-ig a Magyar Királyság, 1947-től Románia integráns része.
- A helység részletes története Kádár József, Szolnok-Doboka vármegye monográfiájában a Vicze címszónál  található meg.

## Lakossága és felekezeti közösségei
A falu lakossága az 1910-es népszámlálás adatai szerint 1082 fő volt, ebből 943 magyar és 130 román.
2002-ben lakossága már csak 402 fő volt, ebből 377 magyar és 22 román.
2003-ban a helység 311 római katolikus és mintegy 100 református lelket számolt. A helység plébánosa 1998-tól Lőrinczi Károly. A helység református lelkipásztora 2008-tól Gáspár Erika.

## A helységben működő gyermekotthonok
- Szent István Gyermekotthon. 2002 és 2003 között épült a Magyarok Világszövetségének a támogatásával.[4]
- Bástya Csángó-Szórványmagyar Kollégium.[5]

## Néprajzi események
- Hagyaték. Vicei Néptánc- és Énektalálkozó. (1998-2009)

## Látnivalók
- Római katolikus templom. 1885-ben a helységben római katolikus templom épült (Schematismus 1913, 219).[3] A templom szentélye XV. századi.
- Református templom.
- A Wass Albert Általános Iskola előtt gróf cegei Wass Albert író és költő 2001-ben fölállított, bronzból készült mellszobra található , .

## Külső hivatkozás
- A Vicei Római Katolikus Plébánia honlapja [halott link]
- A Bástya Csángó-Szórványmagyar Kollégium honlapja  Archiválva 2008. december 22-i dátummal a Wayback Machine-ben.
- Kádár József: Szolnok-Dobokavármegye monographiája VII.: A vármegye községeinek részletes története (Tők–Zsugásztra). Közrem. Tagányi Károly, Réthy László. Deés [!Dés]: Szolnok-Dobokavármegye közönsége. 1901.